# Cação-dente-liso
O cação-dente-liso (Carcharhinus isodon) é uma espécie de tubarão pertencente à família Carcharhinidae, encontrada no oeste do oceano Atlântico, da Carolina do Norte ao Brasil. Forma grandes cardumes em águas costeiras rasas e migra sazonalmente, acompanhando águas quentes. Este tubarão relativamente pequeno e esguio pode ser identificado por seus dentes finos como agulhas, coloração dorsal azul-escura acinzentada e fendas branquiais longas. Atinge um comprimento máximo de 1,9 metro. Sua dieta consiste principalmente de pequenos peixes ósseos. Como outros membros de sua família, é vivíparo, com fêmeas dando à luz de dois a seis filhotes em áreas de berçário estuarinas a cada dois anos.
Valorizado por sua carne, o cação-dente-liso é um componente importante da pesca comercial com rede de emalhar de tubarões no sudeste dos Estados Unidos. Avaliações populacionais indicam que essa pesca não representa atualmente uma ameaça às populações dos EUA. Este tubarão não é conhecido por ser perigoso para humanos, embora reaja vigorosamente quando capturado, devendo ser manejado com cuidado.

## Taxonomia e filogenia
O cação-dente-liso foi originalmente descrito como Carcharias (Aprionodon) isodon pelo zoólogo francês Achille Valenciennes, na obra de 1839 Systematische Beschreibung der Plagiostomen, de Müller e Henle. O espécime-tipo é um filhote macho de 65 cm, possivelmente capturado na costa de Nova Iorque. Posteriormente, a espécie foi transferida para o gênero Carcharhinus. O epíteto específico isodon significa "dentes iguais" em grego, referindo-se ao número semelhante de dentes nas mandíbulas superior e inferior. Esta espécie também pode ser chamada de tubarão-de-dentes-uniformes, tubarão-de-dentes-lisos ou tubarão-noturno (geralmente usado para o cação-noturno). 
Como ocorre com a maioria das espécies de Carcharhinus, as análises das relações filogenéticas do cação-dente-liso produziram resultados variados. Em 1988, Leonard Compagno [en] agrupou esta espécie com o Carcharhinus brevipinna, o tubarão-galha-preta (C. limbatus), o Carcharhinus amblyrhynchoides e o  tubarão-de-dente-liso (C. leiodon), com base em caracteres morfológicos. A análise de aloenzimas de Gavin Naylor, em 1992, indicou que o cação-dente-liso é o segundo membro mais basal do gênero, após o tubarão-de-focinho-negro (C. acronotus). O estudo de Mine Dosay-Akbulut, em 2008, baseado em DNA ribossômico, sugeriu que o parente mais próximo do cação-dente-liso é o cação-azeiteiro (C. porosus), formando os dois um clado distinto de outras espécies de Carcharhinus.

## Descrição
O corpo do cação-dente-liso é esguio e hidrodinâmico. O focinho é longo e pontudo, com as narinas precedidas por curtas abas de pele amplamente triangulares. Os olhos são grandes e redondos, com membranas nictitantes (terceiras pálpebras protetoras). A boca é larga, com sulcos bem definidos nos cantos. Há 12 a 15 fileiras de dentes de cada lado da mandíbula superior e 13 a 14 na mandíbula inferior. Cada dente é pequeno e semelhante a uma agulha, com uma cúspide central estreita e bordas lisas ou minuciosamente serrilhadas. As cinco pares de fendas branquiais são longas, medindo cerca da metade do comprimento da base da barbatana dorsal.

A primeira barbatana dorsal é alta e triangular, com ápice pontudo, originando-se à frente das extremidades posteriores livres das barbatanas peitorais. A segunda barbatana dorsal é relativamente grande e origina-se sobre a barbatana anal. Não há crista entre as barbatanas dorsais. As barbatanas peitorais são pequenas e em forma de foice, com pontas agudas. Os dentículos dérmicos são pequenos e sobrepostos, cada um com três cristas horizontais que levam a dentes marginais. Os cações-dente-liso vivos apresentam uma coloração distinta azul-escura acinzentada na parte superior e branca na inferior, com uma faixa pálida sutil nos flancos e sem marcas proeminentes nas barbatanas. Alguns indivíduos da Flórida têm olhos verdes. Os machos têm em média 1,6 metro de comprimento e as fêmeas, 1,7 metro; o maior indivíduo registrado media 1,9 metro.

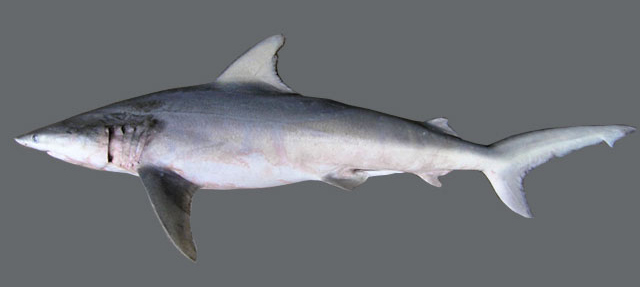
Características distintivas do cação-dente-liso incluem suas fendas branquiais longas e dentes finos
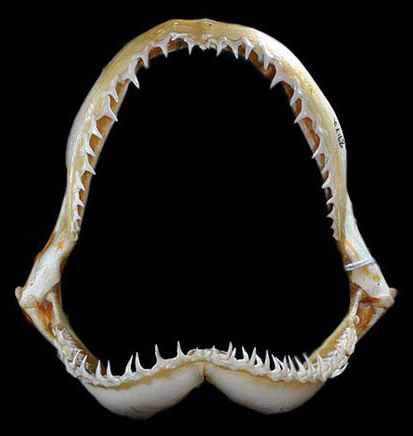
Mandíbulas
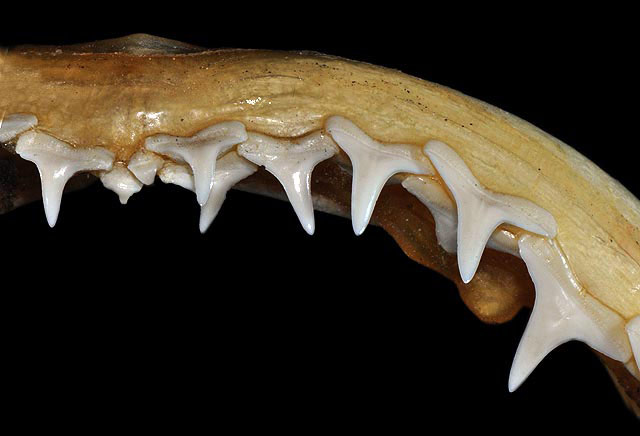
Dentes superiores
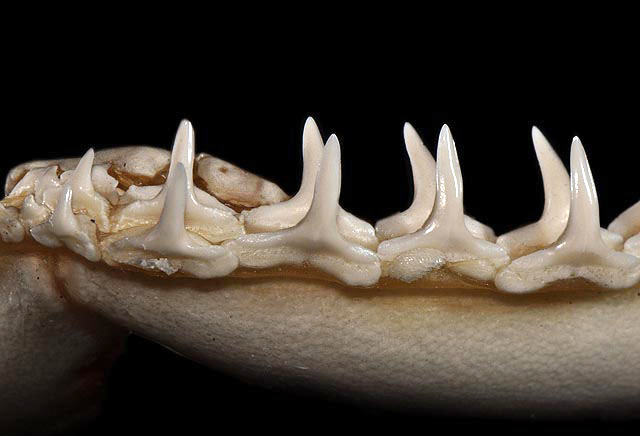
Dentes inferiores

## Distribuição e habitat
Nas águas norte-americanas, o cação-dente-liso é comum da Carolina do Norte ao norte do Golfo do México, raramente aparecendo tão ao norte quanto Nova Iorque. Nas águas da América Central e do Sul, é raro, mas pode ser mais amplamente distribuído do que se sabe atualmente, tendo sido relatado em Trindade, Guiana, esporadicamente no mar do Caribe, e no sul do Brasil, de São Paulo a Santa Catarina. As populações do noroeste do Atlântico, Golfo do México e América do Sul são distintas, com pouco intercâmbio entre elas. Registros antigos desta espécie no Atlântico oriental, ao largo de Senegal e Guiné-Bissau, provavelmente são identificações erradas de tubarões C. brevipinna.
O cação-dente-liso é frequentemente encontrado perto de praias e em baías e estuários. Habita águas extremamente rasas, não mais profundas que 10 metros no verão e 20 metros no inverno. Historicamente, era conhecido por adentrar rios na Planície Costeira do Golfo [en] do Texas, embora a maioria dos caminhos para essas áreas esteja agora bloqueada por barragens. A população do noroeste do Atlântico é fortemente migratória: os filhotes, seguidos pelos adultos, chegam à Carolina do Sul entre o final de março e início de maio, quando a temperatura da água ultrapassa 20 °C. Permanece até setembro ou meados de outubro, até que a temperatura da água caia, e então migra para o sul, rumo à Flórida. Os movimentos de outras populações são desconhecidos.

## Biologia e ecologia

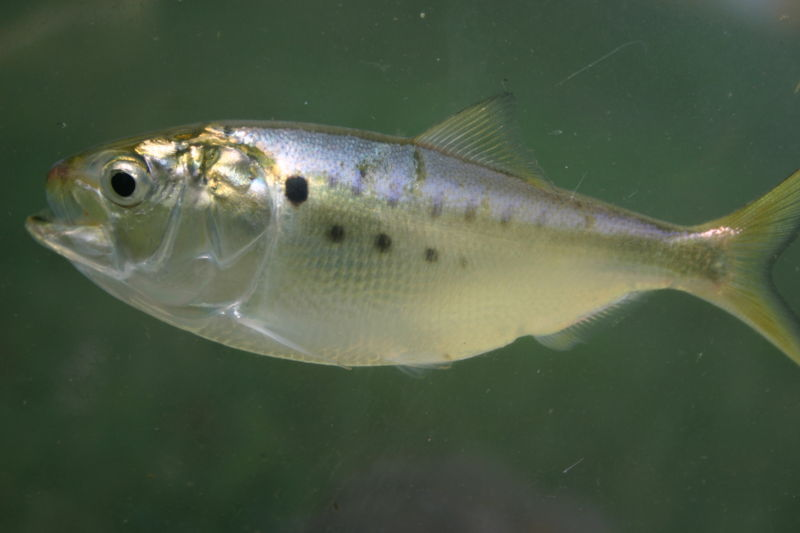
O peixe Brevoortia tyrannus é a principal presa do cação-dente-liso no noroeste do Atlântico.

Adultos e filhotes do cação-dente-liso formam grandes cardumes. Este predador enérgico e rápido alimenta-se principalmente de pequenos peixes ósseos, frequentemente entrando na zona de rebentação durante o dia para caçar. A presa mais importante desta espécie no noroeste do Atlântico é o peixe Brevoortia tyrannus, com tubarões de todas as idades na costa noroeste da Flórida consumindo quase exclusivamente essa espécie. Os peixes são engolidos inteiros após a remoção da cabeça. Outras presas conhecidas incluem Leiostomus xanthurus, Scomberomorus maculatus [en], espécies do gênero Mugil, camarão e, em um caso, um filhote de Rhizoprionodon terraenovae, que pode ter sido coletado de descartes de arrastão de camarão. O cação-dente-liso pode ser predado por tubarões maiores. Parasitas documentados incluem o Triloculatum geeceearelensis (subclasse Eucestoda), e espécies não identificadas dos gêneros Anthobothrium, Paraorygmatobothrium e Phoreiobothrium.

### História de vida
Como outros tubarões da família Carcharhinidae, o cação-dente-liso é vivíparo: os embriões em desenvolvimento são nutridos por vitelo nas primeiras 15 semanas, após o que o saco vitelino esgotado se transforma em uma conexão placentária com a mãe. As fêmeas produzem ninhadas de dois a seis filhotes a cada dois anos. No noroeste do Atlântico, o acasalamento ocorre de início de maio a início de junho, e os filhotes nascem aproximadamente na mesma época no ano seguinte, após um período de gestação de 12 meses. Os machos mordem a fêmea para segurá-la durante a cópula. O sêmen liberado pelo macho coagula em uma massa esponjosa e grande dentro do útero da fêmea, na qual os espermatozoides individuais estão incorporados. Os recém-nascidos medem entre 48 e 64 cm de comprimento. Baías rasas e estuários, como a baía de Bull, na Carolina do Sul, servem como áreas de berçário críticas para recém-nascidos e filhotes.
As fêmeas do cação-dente-liso crescem mais lentamente e atingem um tamanho final maior que os machos. Indivíduos da população do noroeste do Atlântico têm maior tamanho corporal e atingem a maturidade sexual mais tarde que os da população do golfo do México; os machos das duas populações crescem em taxas semelhantes, mas as fêmeas do noroeste do Atlântico crescem mais lentamente que as do golfo do México. No noroeste do Atlântico, os machos atingem a maturidade com um comprimento de forquilha (da ponta do focinho à bifurcação da barbatana caudal) de 99 cm e as fêmeas com 102 cm, correspondendo a idades de 5 e 6 anos, respectivamente. No golfo do México, os machos atingem a maturidade com 94 cm e as fêmeas com 99 cm, correspondendo a idades de 4 e 5 anos, respectivamente. A expectativa máxima de vida é estimada em pelo menos 9 anos para machos e 14 anos para fêmeas.

## Interações com humanos

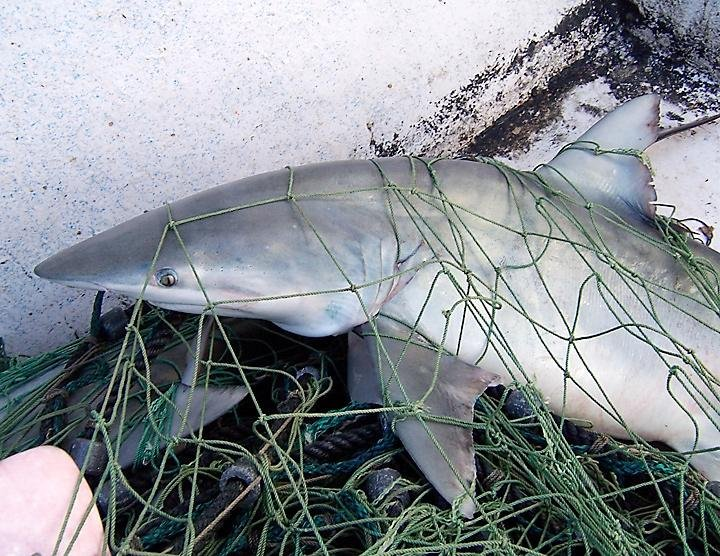
O cação-dente-liso é capturado para consumo de carne no sudeste dos Estados Unidos.

O cação-dente-liso nunca foi envolvido em ataques a humanos. No entanto, quando capturado, este tubarão se debate e morde qualquer coisa ao alcance, e pessoas foram mordidas ao tentar manejá-lo. Os cações-dente-liso são usados para consumo humano, frescos ou secos e salgados. Exceto no sudeste dos Estados Unidos, esta espécie tem pouca importância comercial: é pequena, ocorre em águas rasas demais para a maioria das pescarias comerciais e recreativas, e é geralmente rápida demais para ser capturada por arrastões de camarão. Pequenos números são capturados incidentalmente por palangres e com anzol e linha. Esta espécie é suscetível à sobrepesca devido à sua baixa taxa reprodutiva e à destruição de habitat devido a seus hábitos costeiros.
Quantidades substanciais de cações-dente-liso são capturadas em redes de emalhar de deriva operadas pela pesca de tubarões no sudeste dos Estados Unidos, que atingiu um pico em 1999 com cerca de 117 toneladas desembarcadas. Avaliações de estoque realizadas em 2002 sugeriram que as populações dos EUA ainda não haviam sido excessivamente exploradas, mas que a taxa de captura era insustentável, enquanto avaliações de 2007 concluíram que as taxas de captura não excediam níveis sustentáveis e que as populações estavam estáveis. A pesca desta espécie em águas dos EUA é regulamentada pelo Plano de Gestão de Pesca de 1993 do Serviço Nacional de Pesca Marinha [en] para tubarões do Atlântico e golfo do México; é classificada como um "tubarão costeiro pequeno" para fins de cotas comerciais e limites de captura recreativa. Como resultado, a IUCN classificou o cação-dente-liso como quase ameaçado globalmente e nas costas dos EUA e México. Há preocupação com esta espécie na América do Sul, onde seus números parecem naturalmente baixos e ela está potencialmente sob forte pressão de pescarias costeiras intensivas e generalizadas.